# La Maison de la peur (film, 1930)
Pour les articles homonymes, voir La Maison de la peur.
Pour plus de détails, voir Fiche technique et Distribution.
 La Maison de la peur (titre original : The Laurel-Hardy Murder Case) est une comédie américaine sortie le 6 septembre 1930. Le film est réalisé par James Parrott et met en scène le duo comique Laurel et Hardy. Le film est tourné sur trois bobines. Il s'agit du premier film dans lequel Hardy prononce la phrase de reproche à l'encontre de Laurel suivante « Here's another nice mess you've gotten me into », en français : « Tu m'as encore mis dans un beau pétrin ». Au cours des futurs films qu'ils tournent ensemble, cette phrase revient régulièrement puisque Oliver Hardy la prononce près de 17 fois.
Au cours du tournage, Stan Laurel et son épouse Lois Nelson perdent leur fils cadet âgé de neuf jours.

## Synopsis
Alors qu'ils sont en train de pêcher, le duo apprend dans le journal qu'un certain Ebeneezer Laurel vient de décéder. Ne parvenant plus à se souvenir si Stan lui est lié, ils décident tout de même d'aller voir la maison du défunt. Une fois sur place, ils se rendent compte qu'Ebeneezer a été assassiné et que la police a fait exprès de placer l'avis de décès dans le journal afin de faire réagir les gens et de trouver le coupable.

## Fiche technique
- Titre français :  La Maison de la peur
- Titre original : The Laurel-Hardy Murder Case
- Titre de la version tournée en espagnol : Noche de duendes
- Titre de la version tournée en allemand : Spuk um Mitternacht
- Titre de la version tournée en français : Feu mon oncle
- Réalisation : James Parrott
- Scénario : H.M. Walker
- Photographie : Walter Lundin et George Stevens
- Montage : Richard C. Currier
- Producteur : Hal Roach
- Société de production : Hal Roach Studios
- Société de distribution : Metro-Goldwyn-Mayer
- Musique : Marvin Hatley et Nathaniel Shilkret
- Format : Noir et blanc - 35 mm - 1,37:1
- Durée : trois bobines[4]
- Date de sortie : États-Unis 6 septembre 1930[5]

## Distribution
Source principale de la distribution :
- Stan Laurel : Stanley
- Oliver Hardy : Oliver Hardy

Reste de la distribution non créditée : 
- Frank Austin : le majordome
- Stanley Blystone : le détective
- Bobby Burns : l'héritier nerveux à la fenêtre
- Rosa Gore : l'héritière la plus âgée
- Dorothy Granger : l'héritière la plus jeune
- Dell Henderson : majordome
- Fred Kelsey : le responsable des détectives
- Lon Poff : l'héritier le plus âgé
- Art Rowlands : l'héritier le plus jeune
- Tiny Sandford : un policier

## Autour du film
À l'époque où le film est tourné, on ne pratique pas encore le doublage en post-synchronisation et plusieurs versions de ce film sont tournées en différentes langues : Noche de duendes en espagnol, Feu mon oncle en français et Spuk um Mitternacht en allemand.
Ces versions destinées à l'étranger sont beaucoup plus longues et comportent une bobine supplémentaire : des scènes de Places réservées (Berth Marks) de Lewis R. Foster tourné l'année précédente y sont incluses avec un nouveau montage. Dans ce scénario, Laurel et Hardy se rendent au domicile de l'Oncle en prenant le train et il s'agit principalement de la scène dans laquelle Laurel et Hardy ont des difficultés à s'installer dans la couchette du wagon-lit qui a été rajoutée.